# 128610 Stasiahabenicht
128610 Stasiahabenicht è un asteroide della fascia principale. Scoperto nel 2004, presenta un'orbita caratterizzata da un semiasse maggiore pari a 3,1403257 UA e da un'eccentricità di 0,0994802, inclinata di 15,30077° rispetto all'eclittica.